# Super Dança dos Famosos
A décima oitava temporada do Dança dos Famosos, também conhecida como Super Dança dos Famosos, transmitida pela TV Globo de 16 de maio a 29 de agosto de 2021. A temporada teve a apresentação de Fausto Silva até o dia 6 de junho. Fausto foi substituído por Tiago Leifert devido ao tratamento de uma infecção urinária. No dia 17 de junho, é comunicada a saída definitiva de Fausto Silva, já anunciada em janeiro, efetivando Leifert no comando do reality. O quadro foi elevado ao posto de programa próprio, substituindo o Domingão do Faustão.

## Participantes
A edição especial do Dança dos Famosos reúne os melhores participantes da competição. 18 competidores retornam aos palcos e encaram novos ritmos.

### Casais
| Celebridade         | Conhecido por | Parceiro profissional                                      | Status                                       | Ref.   |
| ------------------- | ------------- | ---------------------------------------------------------- | -------------------------------------------- | ------ |
| Paolla Oliveira     | Atriz         | Leandro Azevedo                                            | Vencedores em 29 de agosto de 2021           | [ 5 ]  |
| Rodrigo Simas       | Ator          | Nathália Ramos                                             | Vice-campeões em 29 de agosto de 2021        | [ 5 ]  |
| Dandara Mariana     | Atriz         | Diego Maia                                                 | Terceiro lugar em 29 de agosto de 2021       | [ 5 ]  |
| Viviane Araújo      | Atriz         | Adeilton Ribeiro (substituído) Rodrigo Oliveira            | 15° casal eliminado em 22 de agosto de 2021  | [ 6 ]  |
| Maria Joana         | Atriz         | Marcus Viana                                               | 14° casal eliminado (desistência por lesão.) | —      |
| Tiago Abravanel     | Ator          | Brennda Martins                                            | 13° casal eliminado em 15 de agosto de 2021  | [ 7 ]  |
| Sophia Abrahão      | Atriz         | Zazá Ferrer Bruno Franchi (substituto temporário)          | 12° casal eliminado em 15 de agosto de 2021  | [ 7 ]  |
| Marcello Melo Jr.   | Ator          | Jaque Ciocci (Primeira Fase) Ana Paula Guedes              | 11° casal eliminado em 8 de agosto de 2021   | [ 8 ]  |
| Lucy Ramos          | Atriz         | Léo Gomes (Primeira Fase) Jefferson Bilisco                | 10° casal eliminado em 8 de agosto de 2021   | [ 8 ]  |
| Christiane Torloni  | Atriz         | Álvaro Reys                                                | 9° casal eliminado em 1 de agosto de 2021    | [ 9 ]  |
| Juliana Didone      | Atriz         | Igor Maximiliano                                           | 8° casal eliminado em 25 de julho de 2021    | [ 10 ] |
| Robson Caetano      | Ex-atleta     | Beatriz Larrat (Primeira Fase e Repescagem) Larissa Lannes | 7° casal eliminado em 18 de julho de 2021    | [ 11 ] |
| Carmo Dalla Vecchia | Ator          | Bruna Santos                                               | 6° casal eliminado em 11 de julho de 2021    | [ 12 ] |
| Odilon Wagner       | Ator          | Yasmin Marinho Yanca Guimarães (substituta na Repescagem)  | 5° casal eliminado em 11 de julho de 2021    | [ 12 ] |
| Arthur Aguiar       | Ator          | Tati Scarletti                                             | 4° casal eliminado em 4 de julho de 2021     | [ 13 ] |
| Claudia Ohana       | Atriz         | Heron Leal                                                 | 3° casal eliminado em 4 de julho de 2021     | [ 13 ] |
| Mariana Santos      | Atriz         | Élcio Bonazzi                                              | 2° casal eliminado em 27 de junho de 2021    | [ 14 ] |
| Nelson Freitas      | Ator          | Paula Santos                                               | 1° casal eliminado em 27 de junho de 2021    | [ 14 ] |

### Tabela eliminatória
|                      | 1             | 2             | 3             | 4             | 5             | 6          | 7          | 8          | 9             | 10            | 11            | 12         | 13         | 14         | 15    | 16    |
| Primeira Fase        | Primeira Fase | Primeira Fase | Primeira Fase | Primeira Fase | Primeira Fase | Repescagem | Repescagem | Repescagem | Terceira Fase | Terceira Fase | Terceira Fase | Semifinais | Semifinais | Semifinais | Final |       |
| -------------------- | ------------- | ------------- | ------------- | ------------- | ------------- | ---------- | ---------- | ---------- | ------------- | ------------- | ------------- | ---------- | ---------- | ---------- | ----- | ----- |
| Paolla e Leandro     | —             | —             | 119,9         | —             | —             | —          | —          | —          | —             | 119,7         | —             | —          | —          | 119,9      | —     | 119,8 |
| Rodrigo e Nathália   | —             | 119,6         | —             | —             | —             | —          | 59,7       | —          | —             | 119,4         | —             | —          | 119,7      | —          | —     | 119,7 |
| Dandara e Diego      | —             | —             | —             | —             | 119,9         | —          | —          | —          | —             | —             | —             | 119,6      | —          | —          | 119,9 | 119,6 |
| Viviane e Rodrigo    | —             | —             | 119           | —             | —             | —          | —          | —          | 59,9          | —             | —             | 119,7      | —          | —          | 119,7 |       |
| Maria e Marcus       | 119,3         | —             | —             | —             | —             | —          | —          | —          | —             | —             | 119,5         | —          | —          | —          | Les.  |       |
| Tiago e Brennda      | —             | —             | —             | —             | —             | 119,6      | —          | 59,9       | —             | —             | —             | 119,5      | —          | 119,6      |       |       |
| Sophia e Zazá        | —             | —             | —             | —             | 119,8         | —          | —          | 59,8       | —             | —             | 119,2         | —          | —          | 119,3      |       |       |
| Marcello e Ana Paula | —             | 119,7         | —             | —             | —             | —          | —          | —          | —             | —             | 119,4         | —          | 119,5      |            |       |       |
| Lucy e Jefferson     | —             | —             | —             | 119,8         | —             | —          | —          | —          | —             | 118,8         | —             | —          | 119,3      |            |       |       |
| Christiane e Álvaro  | —             | —             | —             | —             | —             | 119,9      | —          | —          | —             | —             | —             | 118,5      |            |            |       |       |
| Juliana e Igor       | —             | 119,1         | —             | —             | —             | —          | —          | —          | 59,5          | —             | 118,7         |            |            |            |       |       |
| Robson e Beatriz     | —             | —             | —             | —             | 119,1         | —          | 59,4       | —          | —             | 118,5         |               |            |            |            |       |       |
| Carmo e Bruna        | —             | —             | —             | 119,4         | —             | —          | —          | —          | 59,4          |               |               |            |            |            |       |       |
| Odilon e Yasmin      | —             | —             | —             | —             | —             | 119,4      | —          | —          | 59,2          |               |               |            |            |            |       |       |
| Arthur e Tati        | —             | —             | —             | —             | —             | —          | —          | 59,6       |               |               |               |            |            |            |       |       |
| Claudia e Heron      | 118,7         | —             | —             | —             | —             | —          | —          | 59,6       |               |               |               |            |            |            |       |       |
| Mariana e Élcio      | 118,8         | —             | —             | —             | —             | —          | 59,3       |            |               |               |               |            |            |            |       |       |
| Nelson e Paula       | —             | —             | —             | 119,6         | —             | —          | 59,1       |            |               |               |               |            |            |            |       |       |

Legenda
     Classificados para a Terceira Fase
     Classificados para a Repescagem
     Salvos na Repescagem
     Classificados para as Semifinais
     Classificados para a Final
     Eliminados
     Desistente
     Terceiro lugar
     Vice-campeões
     Vencedores

## Episódios
Na primeira fase, a cada episódio, três duplas fazem duas apresentações. A dupla que se sair melhor na soma das notas é classificada para a próxima fase, enquanto as outras duas vão para a repescagem, onde apenas dois casais a cada quatro seguem na competição.

### Episódio 1: Primeira fase (16 de maio de 2021)
| Artístico           | Técnico     |
| ------------------- | ----------- |
| Simaria             | Camila Lobo |
| Cléber Machado      | JC Viola    |
| Cristina Padiglione |             |

| #               | Casal                          | Música                                            | Nota            | Nota            | Nota            | Nota            | Nota            | Nota            | Nota            |
| #               | Casal                          | Música                                            | Cristina        | Simaria         | Cléber          | JC              | Camila          | Auditório       | Total           |
| Rodada 1: Forró | Rodada 1: Forró                | Rodada 1: Forró                                   | Rodada 1: Forró | Rodada 1: Forró | Rodada 1: Forró | Rodada 1: Forró | Rodada 1: Forró | Rodada 1: Forró | Rodada 1: Forró |
| --------------- | ------------------------------ | ------------------------------------------------- | --------------- | --------------- | --------------- | --------------- | --------------- | --------------- | --------------- |
| 1               | Maria Joana e Marcus Viana     | "O Canto da Ema" (Zé Ramalho)                     | 10              | 10              | 10              | 9,9             | 9,8             | 9,7             | 59,4            |
| 2               | Mariana Santos e Élcio Bonazzi | "Sebastiana" (Lucy Alves)                         | 10              | 9,8             | 10              | 9,9             | 9,8             | 9,8             | 59,3            |
| 3               | Claudia Ohana e Heron Leal     | "Óia Eu Aqui De Novo" (Gilberto Gil)              | 9,9             | 9,9             | 10              | 9,9             | 9,8             | 9,7             | 59,2            |
| Rodada 2: Rock  |                                |                                                   |                 |                 |                 |                 |                 |                 |                 |
| 4               | Maria Joana e Marcus Viana     | "Tutti Frutti" (Little Richard)                   | 10              | 10              | 10              | 10              | 10              | 9,9             | 59,9            |
| 5               | Mariana Santos e Élcio Bonazzi | "Can't Buy Me Love" (The Beatles)                 | 9,9             | 10              | 10              | 9,8             | 9,9             | 9,9             | 59,5            |
| 6               | Claudia Ohana e Heron Leal     | "Rock Around The Clock" (Bill Haley & His Comets) | 10              | 9,9             | 10              | 9,8             | 9,8             | 10              | 59,5            |

| Casal                          | Total | Situação      |
| ------------------------------ | ----- | ------------- |
| Maria Joana e Marcus Viana     | 119,3 | Classificados |
| Mariana Santos e Élcio Bonazzi | 118,8 | Repescagem    |
| Claudia Ohana e Heron Leal     | 118,7 | Repescagem    |

### Episódio 2: Primeira fase (23 de maio de 2021)
| Artístico     | Técnico         |
| ------------- | --------------- |
| Maju Coutinho | Anselmo Zolla   |
| Daniel        | Suelem Morimoto |
| Carol Ribeiro |                 |

| #               | Casal                             | Música                                   | Nota            | Nota            | Nota            | Nota            | Nota            | Nota            | Nota            |
| #               | Casal                             | Música                                   | Carol           | Daniel          | Maju            | Anselmo         | Suelem          | Auditório       | Total           |
| Rodada 1: Forró | Rodada 1: Forró                   | Rodada 1: Forró                          | Rodada 1: Forró | Rodada 1: Forró | Rodada 1: Forró | Rodada 1: Forró | Rodada 1: Forró | Rodada 1: Forró | Rodada 1: Forró |
| --------------- | --------------------------------- | ---------------------------------------- | --------------- | --------------- | --------------- | --------------- | --------------- | --------------- | --------------- |
| 1               | Rodrigo Simas e Nathália Ramos    | "Vem Morena" (Luiz Gonzaga)              | 10              | 10              | 10              | 9,9             | 10              | 9,9             | 59,8            |
| 2               | Juliana Didone e Igor Maximiliano | "Severina Xique-xique" (Genival Lacerda) | 10              | 10              | 10              | 9,8             | 9,9             | 9,8             | 59,5            |
| 3               | Marcello Melo Jr. e Jaque Ciocci  | "Forró do Xenhenhém" (Trio Virgulino)    | 10              | 10              | 10              | 10              | 10              | 9,9             | 59,9            |
| Rodada 2: Rock  |                                   |                                          |                 |                 |                 |                 |                 |                 |                 |
| 4               | Rodrigo Simas e Nathália Ramos    | "Jailhouse Rock" (Elvis Presley)         | 10              | 10              | 10              | 10              | 9,9             | 9,9             | 59,8            |
| 5               | Juliana Didone e Igor Maximiliano | "Surfin In USA" (The Beach Boys)         | 10              | 10              | 10              | 9,9             | 9,8             | 9,9             | 59,6            |
| 6               | Marcello Melo Jr. e Jaque Ciocci  | "Johnny B Goode" (Chuck Berry)           | 10              | 10              | 10              | 10              | 9,9             | 9,9             | 59,8            |

| Casal                             | Total | Situação      |
| --------------------------------- | ----- | ------------- |
| Marcello Melo Jr. e Jaque Ciocci  | 119,7 | Classificados |
| Rodrigo Simas e Nathália Ramos    | 119,6 | Repescagem    |
| Juliana Didone e Igor Maximiliano | 119,1 | Repescagem    |

### Episódio 3: Primeira fase (30 de maio de 2021)
Devido a uma contusão, o ator Arthur Aguiar não pôde se apresentar com Tati Scarletti nesta semana, indo, portanto, diretamente para a fase da repescagem.
| Artístico      | Técnico     |
| -------------- | ----------- |
| Di Ferrero     | Ivi Pizzott |
| Julia Gama     | Inês Bogéa  |
| Tom Cavalcante |             |

| #               | Casal                             | Música                                 | Nota            | Nota            | Nota            | Nota            | Nota            | Nota            | Nota            |
| #               | Casal                             | Música                                 | Di              | Julia           | Tom             | Ivi             | Inês            | Auditório       | Total           |
| Rodada 1: Forró | Rodada 1: Forró                   | Rodada 1: Forró                        | Rodada 1: Forró | Rodada 1: Forró | Rodada 1: Forró | Rodada 1: Forró | Rodada 1: Forró | Rodada 1: Forró | Rodada 1: Forró |
| --------------- | --------------------------------- | -------------------------------------- | --------------- | --------------- | --------------- | --------------- | --------------- | --------------- | --------------- |
| 1               | Viviane Araújo e Adeilton Ribeiro | "Baião" (Alceu Valença)                | 10              | 9,9             | 10              | 9,9             | 9,9             | 9,8             | 59,5            |
| 2               | Paolla Oliveira e Leandro Azevedo | "Que Nem Jiló" (Chambinho do Acordeon) | 10              | 10              | 10              | 10              | 10              | 10              | 60              |
| Rodada 2: Rock  |                                   |                                        |                 |                 |                 |                 |                 |                 |                 |
| 1               | Viviane Araújo e Adeilton Ribeiro | "Let's Twist Again" (Chubby Checker)   | 10              | 9,9             | 9,9             | 9,9             | 9,9             | 9,9             | 59,5            |
| 2               | Paolla Oliveira e Leandro Azevedo | "Long Tall Sally" (Little Richard)     | 10              | 10              | 10              | 9,9             | 10              | 10              | 59,9            |

| Casal                             | Total | Situação      |
| --------------------------------- | ----- | ------------- |
| Paolla Oliveira e Leandro Azevedo | 119,9 | Classificados |
| Viviane Araújo e Adeilton Ribeiro | 119   | Repescagem    |

### Episódio 4: Primeira fase (6 de junho de 2021)
| Artístico         | Técnico            |
| ----------------- | ------------------ |
| Alexandra Martins | Carlinhos de Jesus |
| Miguel Falabella  | Carol Soares       |
| Sandra Annenberg  |                    |

| #               | Casal                              | Música                                             | Nota            | Nota            | Nota            | Nota            | Nota            | Nota            | Nota            |
| #               | Casal                              | Música                                             | Alexandra       | Miguel          | Sandra          | Carlinhos       | Carol           | Auditório       | Total           |
| Rodada 1: Forró | Rodada 1: Forró                    | Rodada 1: Forró                                    | Rodada 1: Forró | Rodada 1: Forró | Rodada 1: Forró | Rodada 1: Forró | Rodada 1: Forró | Rodada 1: Forró | Rodada 1: Forró |
| --------------- | ---------------------------------- | -------------------------------------------------- | --------------- | --------------- | --------------- | --------------- | --------------- | --------------- | --------------- |
| 1               | Carmo Dalla Vecchia e Bruna Santos | "Forró do Pega Rela" (Amelinha)                    | 10              | 10              | 10              | 10              | 9,9             | 9,8             | 59,7            |
| 2               | Lucy Ramos e Léo Gomes             | "Jogo de Cintura" (Elba Ramalho)                   | 10              | 10              | 10              | 10              | 10              | 9,9             | 59,9            |
| 3               | Nelson Freitas e Paula Santos      | "Forró Nº1" (Luiz Caldas)                          | 10              | 9,9             | 10              | 10              | 10              | 9,8             | 59,7            |
| Rodada 2: Rock  |                                    |                                                    |                 |                 |                 |                 |                 |                 |                 |
| 1               | Carmo Dalla Vecchia e Bruna Santos | "Hound Dog" (Elvis Presley)                        | 10              | 9,9             | 10              | 10              | 9,9             | 9,9             | 59,7            |
| 2               | Lucy Ramos e Léo Gomes             | "Shake, Rattle and Roll" (Bill Haley & His Comets) | 10              | 10              | 10              | 10              | 10              | 9,9             | 59,9            |
| 3               | Nelson Freitas e Paula Santos      | "Great Balls of Fire" (Jerry Lee Lewis)            | 10              | 10              | 10              | 10              | 10              | 9,9             | 59,9            |

| Casal                              | Total | Situação      |
| ---------------------------------- | ----- | ------------- |
| Lucy Ramos e Léo Gomes             | 119,8 | Classificados |
| Nelson Freitas e Paula Santos      | 119,6 | Repescagem    |
| Carmo Dalla Vecchia e Bruna Santos | 119,4 | Repescagem    |

### Episódio 5: Primeira fase (13 de junho de 2021)
| Artístico        | Técnico        |
| ---------------- | -------------- |
| Antônio Fagundes | Renato Vieira  |
| Solange Almeida  | Raquel Guarini |
| Luis Maluf       |                |

| #               | Casal                           | Música                                                            | Nota            | Nota            | Nota            | Nota            | Nota            | Nota            | Nota            |
| #               | Casal                           | Música                                                            | Luis            | Solange         | Antônio         | Raquel          | Renato          | Auditório       | Total           |
| Rodada 1: Forró | Rodada 1: Forró                 | Rodada 1: Forró                                                   | Rodada 1: Forró | Rodada 1: Forró | Rodada 1: Forró | Rodada 1: Forró | Rodada 1: Forró | Rodada 1: Forró | Rodada 1: Forró |
| --------------- | ------------------------------- | ----------------------------------------------------------------- | --------------- | --------------- | --------------- | --------------- | --------------- | --------------- | --------------- |
| 1               | Sophia Abrahão e Zazá Ferrer    | "Eu Só Quero Um Xodó" (Dominguinhos)                              | 10              | 10              | 10              | 10              | 10              | 9,9             | 59,9            |
| 2               | Robson Caetano e Beatriz Larrat | "Vida de Viajante" (Targino Gondim)                               | 9,9             | 10              | 10              | 9,9             | 9,9             | 9,8             | 59,5            |
| 3               | Dandara Mariana e Diego Maia    | "A Noite Toda" (Marinês e Sua Gente)                              | 10              | 10              | 10              | 10              | 10              | 9,9             | 59,9            |
| Rodada 2: Rock  |                                 |                                                                   |                 |                 |                 |                 |                 |                 |                 |
| 1               | Sophia Abrahão e Zazá Ferrer    | "Sweet Little Sixteen" (Chuck Berry)                              | 10              | 10              | 10              | 10              | 10              | 9,9             | 59,9            |
| 2               | Robson Caetano e Beatriz Larrat | "Blue Suede Shoes" (Elvis Presley)                                | 9,9             | 10              | 10              | 10              | 9,9             | 9,8             | 59,6            |
| 3               | Dandara Mariana e Diego Maia    | "You’re The One That I Want" (John Travolta e Olivia Newton-John) | 10              | 10              | 10              | 10              | 10              | 10              | 60              |

| Casal                           | Total | Situação      |
| ------------------------------- | ----- | ------------- |
| Dandara Mariana e Diego Maia    | 119,9 | Classificados |
| Sophia Abrahão e Zazá Ferrer    | 119,8 | Repescagem    |
| Robson Caetano e Beatriz Larrat | 119,1 | Repescagem    |

### Episódio 6: Primeira fase (20 de junho de 2021)
| Artístico     | Técnico            |
| ------------- | ------------------ |
| Simone Mendes | Carlinhos de Jesus |
| Moacyr Franco | Claudia Motta      |
| Angélica      |                    |

| #               | Casal                             | Música                               | Nota            | Nota            | Nota            | Nota            | Nota            | Nota            | Nota            |
| #               | Casal                             | Música                               | Simone          | Moacyr          | Angélica        | Carlinhos       | Claudia         | Auditório       | Total           |
| Rodada 1: Forró | Rodada 1: Forró                   | Rodada 1: Forró                      | Rodada 1: Forró | Rodada 1: Forró | Rodada 1: Forró | Rodada 1: Forró | Rodada 1: Forró | Rodada 1: Forró | Rodada 1: Forró |
| --------------- | --------------------------------- | ------------------------------------ | --------------- | --------------- | --------------- | --------------- | --------------- | --------------- | --------------- |
| 1               | Tiago Abravanel e Brennda Martins | "Cinturinha Fina" (Dominguinhos)     | 10              | 10              | 10              | 9,9             | 10              | 9,8             | 59,7            |
| 2               | Odilon Wagner e Yasmin Marinho    | "Esperando na Janela" (Gilberto Gil) | 10              | 10              | 10              | 9,9             | 9,9             | 9,8             | 59,6            |
| 3               | Christiane Torloni e Álvaro Reys  | "Asa Branca" (Luiz Gonzaga)          | 10              | 10              | 10              | 10              | 10              | 9,9             | 59,9            |
| Rodada 2: Rock  |                                   |                                      |                 |                 |                 |                 |                 |                 |                 |
| 1               | Tiago Abravanel e Brennda Martins | "Greassed Lightning" (Grease)        | 10              | 10              | 10              | 10              | 10              | 9,9             | 59,9            |
| 2               | Odilon Wagner e Yasmin Marinho    | "Roll Over Beethoven" (Chuck Berry)  | 10              | 10              | 10              | 10              | 10              | 9,8             | 59,8            |
| 3               | Christiane Torloni e Álvaro Reys  | "A Hard Day’s Night" (The Beatles)   | 10              | 10              | 10              | 10              | 10              | 10              | 60              |

| Casal                             | Total | Situação      |
| --------------------------------- | ----- | ------------- |
| Christiane Torloni e Álvaro Reys  | 119,9 | Classificados |
| Tiago Abravanel e Brennda Martins | 119,6 | Repescagem    |
| Odilon Wagner e Yasmin Marinho    | 119,4 | Repescagem    |

### Episódio 7: Repescagem, parte 1 (27 de junho de 2021)
| Artístico      | Técnico            |
| -------------- | ------------------ |
| Wesley Safadão | Carlinhos de Jesus |
| Rafa Kalimann  | Claudia Motta      |
| Caio Ribeiro   |                    |

| #                       | Casal                           | Música                       | Nota                    | Nota                    | Nota                    | Nota                    | Nota                    | Nota                    | Nota                    |
| #                       | Casal                           | Música                       | Wesley                  | Rafa                    | Caio                    | Claudia                 | Carlinhos               | Auditório               | Total                   |
| Rodada Única: Pop Atual | Rodada Única: Pop Atual         | Rodada Única: Pop Atual      | Rodada Única: Pop Atual | Rodada Única: Pop Atual | Rodada Única: Pop Atual | Rodada Única: Pop Atual | Rodada Única: Pop Atual | Rodada Única: Pop Atual | Rodada Única: Pop Atual |
| ----------------------- | ------------------------------- | ---------------------------- | ----------------------- | ----------------------- | ----------------------- | ----------------------- | ----------------------- | ----------------------- | ----------------------- |
| 1                       | Mariana Santos e Élcio Bonazzi  | "Kings and Queens" (Ava Max) | 9,9                     | 9,8                     | 10                      | 9,9                     | 9,9                     | 9,8                     | 59,3                    |
| 2                       | Robson Caetano e Beatriz Larrat | "Don’t Say Goodbye" (Alok)   | 10                      | 10                      | 9,9                     | 9,9                     | 9,8                     | 9,8                     | 59,4                    |
| 3                       | Nelson Freitas e Paula Santos   | "Stupid Love" (Lady Gaga)    | 10                      | 9,8                     | 9,9                     | 9,9                     | 9,7                     | 9,8                     | 59,1                    |
| 4                       | Rodrigo Simas e Nathália Ramos  | "Levitating" (Dua Lipa)      | 10                      | 9,9                     | 10                      | 10                      | 9,9                     | 9,9                     | 59,7                    |

| Casal                           | Total | Situação   |
| ------------------------------- | ----- | ---------- |
| Rodrigo Simas e Nathália Ramos  | 59,7  | Salvos     |
| Robson Caetano e Beatriz Larrat | 59,4  | Salvos     |
| Mariana Santos e Élcio Bonazzi  | 59,3  | Eliminados |
| Nelson Freitas e Paula Santos   | 59,1  | Eliminados |

### Episódio 8: Repescagem, parte 2 (4 de julho de 2021)
| Artístico       | Técnico            |
| --------------- | ------------------ |
| Gil do Vigor    | Carlinhos de Jesus |
| Fernanda Gentil | Claudia Motta      |
| Taís Araújo     |                    |

| #                               | Casal                             | Música                           | Nota                            | Nota                            | Nota                            | Nota                            | Nota                            | Nota                            | Nota                            |
| #                               | Casal                             | Música                           | Fernanda                        | Gil                             | Taís                            | Carlinhos                       | Claudia                         | Auditório                       | Total                           |
| Rodada Única: Eurodance Anos 90 | Rodada Única: Eurodance Anos 90   | Rodada Única: Eurodance Anos 90  | Rodada Única: Eurodance Anos 90 | Rodada Única: Eurodance Anos 90 | Rodada Única: Eurodance Anos 90 | Rodada Única: Eurodance Anos 90 | Rodada Única: Eurodance Anos 90 | Rodada Única: Eurodance Anos 90 | Rodada Única: Eurodance Anos 90 |
| ------------------------------- | --------------------------------- | -------------------------------- | ------------------------------- | ------------------------------- | ------------------------------- | ------------------------------- | ------------------------------- | ------------------------------- | ------------------------------- |
| 1                               | Arthur Aguiar e Tati Scarletti    | "Rhythm is a Dancer" (Snap!)     | 10                              | 10                              | 10                              | 9,9                             | 10                              | 9,7                             | 59,6                            |
| 2                               | Claudia Ohana e Heron Leal        | "What is Love" (Haddaway)        | 10                              | 10                              | 10                              | 9,9                             | 9,9                             | 9,8                             | 59,6                            |
| 3                               | Tiago Abravanel e Brennda Martins | "Pump Up the Jam" (Technotronic) | 10                              | 10                              | 10                              | 10                              | 10                              | 9,9                             | 59,9                            |
| 4                               | Sophia Abrahão e Zazá Ferrer      | "Rhythm of the Night" (Corona)   | 10                              | 10                              | 10                              | 10                              | 9,9                             | 9,9                             | 59,8                            |

| Casal                             | Total | Situação   |
| --------------------------------- | ----- | ---------- |
| Tiago Abravanel e Brennda Martins | 59,9  | Salvos     |
| Sophia Abrahão e Zazá Ferrer      | 59,8  | Salvos     |
| Arthur Aguiar e Tati Scarletti    | 59,6  | Eliminados |
| Claudia Ohana e Heron Leal        | 59,6  | Eliminados |

### Episódio 9: Repescagem, parte 3 (11 de julho de 2021)
A parceira profissional de Odilon Wagner, Yasmin Marinho, testou positivo para a COVID-19 e foi substituída neste episódio por Yanca Guimarães, ex-bailarina do Faustão.
| Artístico     | Técnico            |
| ------------- | ------------------ |
| Fernanda Lima | Carlinhos de Jesus |
| Iza           | Claudia Motta      |
| Ary Fontoura  |                    |

| #                           | Casal                              | Música                                  | Nota                        | Nota                        | Nota                        | Nota                        | Nota                        | Nota                        | Nota                        |
| #                           | Casal                              | Música                                  | Iza                         | Ary                         | Fernanda                    | Carlinhos                   | Claudia                     | Auditório                   | Total                       |
| Rodada Única: Disco Anos 70 | Rodada Única: Disco Anos 70        | Rodada Única: Disco Anos 70             | Rodada Única: Disco Anos 70 | Rodada Única: Disco Anos 70 | Rodada Única: Disco Anos 70 | Rodada Única: Disco Anos 70 | Rodada Única: Disco Anos 70 | Rodada Única: Disco Anos 70 | Rodada Única: Disco Anos 70 |
| --------------------------- | ---------------------------------- | --------------------------------------- | --------------------------- | --------------------------- | --------------------------- | --------------------------- | --------------------------- | --------------------------- | --------------------------- |
| 1                           | Odilon Wagner e Yanca Guimarães    | "September" (Earth, Wind & Fire)        | 10                          | 10                          | 10                          | 9,7                         | 9,8                         | 9,7                         | 59,2                        |
| 2                           | Juliana Didone e Igor Maximiliano  | "Never Can Say Goodbye" (Gloria Gaynor) | 9,9                         | 9,9                         | 10                          | 9,9                         | 9,9                         | 9,9                         | 59,5                        |
| 3                           | Carmo Dalla Vecchia e Bruna Santos | "We Are Family" (Sister Sledge)         | 10                          | 10                          | 10                          | 9,8                         | 9,8                         | 9,8                         | 59,4                        |
| 4                           | Viviane Araújo e Rodrigo Oliveira  | "Give It Up" (KC and the Sunshine Band) | 10                          | 10                          | 10                          | 10                          | 10                          | 9,9                         | 59,9                        |

| Casal                              | Total | Situação   |
| ---------------------------------- | ----- | ---------- |
| Viviane Araújo e Rodrigo Oliveira  | 59,9  | Salvos     |
| Juliana Didone e Igor Maximiliano  | 59,5  | Salvos     |
| Carmo Dalla Vecchia e Bruna Santos | 59,4  | Eliminados |
| Odilon Wagner e Yanca Guimarães    | 59,2  | Eliminados |

### Episódio 10: Terceira Fase (18 de julho de 2021)
| Artístico          | Técnico            |
| ------------------ | ------------------ |
| André Marques      | Carlinhos de Jesus |
| Fabiana Karla      | Claudia Motta      |
| Carolina Dieckmann |                    |

| #                   | Casal                             | Música                                                 | Nota                | Nota                | Nota                | Nota                | Nota                | Nota                | Nota                |
| #                   | Casal                             | Música                                                 | Fabiana             | André               | Carolina            | Carlinhos           | Claudia             | Auditório           | Total               |
| Rodada 1: Pasodoble | Rodada 1: Pasodoble               | Rodada 1: Pasodoble                                    | Rodada 1: Pasodoble | Rodada 1: Pasodoble | Rodada 1: Pasodoble | Rodada 1: Pasodoble | Rodada 1: Pasodoble | Rodada 1: Pasodoble | Rodada 1: Pasodoble |
| ------------------- | --------------------------------- | ------------------------------------------------------ | ------------------- | ------------------- | ------------------- | ------------------- | ------------------- | ------------------- | ------------------- |
| 1                   | Lucy Ramos e Jefferson Bilisco    | "L' Entra" (Agrupacion Musical de Manuel)              | 9,8                 | 9,9                 | 10                  | 9,9                 | 9,9                 | 9,7                 | 59,2                |
| 2                   | Robson Caetano e Larissa Lannes   | "La Puerta Grande" (Maestro Tejera)                    | 9,9                 | 10                  | 9,9                 | 9,8                 | 9,9                 | 9,6                 | 59,1                |
| 3                   | Rodrigo Simas e Nathália Ramos    | "Spanish Trumpets" (Ballroom Orchesstra e Singers)     | 10                  | 10                  | 10                  | 9,9                 | 9,9                 | 9,8                 | 59,6                |
| 4                   | Paolla Oliveira e Leandro Azevedo | "El gato Montés" (Unidad de Música de La Guardia Real) | 10                  | 10                  | 10                  | 9,9                 | 10                  | 9,9                 | 59,8                |
| Rodada 2: Funk      |                                   |                                                        |                     |                     |                     |                     |                     |                     |                     |
| 1                   | Lucy Ramos e Jefferson Bilisco    | "Modo Turbo" (Luísa Sonza)                             | 10                  | 10                  | 10                  | 9,9                 | 9,9                 | 9,8                 | 59,6                |
| 2                   | Robson Caetano e Larissa Lannes   | "Nem On Nem Off" (Pocah) e (MC WM)                     | 9,9                 | 10                  | 10                  | 9,9                 | 9,8                 | 9,8                 | 59,4                |
| 3                   | Rodrigo Simas e Nathália Ramos    | "Bonekinha" (Gloria Groove)                            | 10                  | 10                  | 10                  | 9,9                 | 10                  | 9,9                 | 59,8                |
| 4                   | Paolla Oliveira e Leandro Azevedo | "Rainha da Favela" (Ludmilla)                          | 10                  | 10                  | 10                  | 9,9                 | 10                  | 10                  | 59,9                |

| Casal                             | Total | Situação                         |
| --------------------------------- | ----- | -------------------------------- |
| Paolla Oliveira e Leandro Azevedo | 119,7 | Classificados para as Semifinais |
| Rodrigo Simas e Nathália Ramos    | 119,4 | Classificados para as Semifinais |
| Lucy Ramos e Jefferson Bilisco    | 118,8 | Classificados para as Semifinais |
| Robson Caetano e Larissa Lannes   | 118,5 | Eliminados                       |

### Episódio 11: Terceira Fase (25 de julho de 2021)
O parceiro de Sophia Abrahão, Zazá Ferrer testou negativo para COVID-19, foi afastado por protocolos e não pode dançar com ela, sendo substituído por Bruno Franchi
| Artístico       | Técnico            |
| --------------- | ------------------ |
| Vanessa Giácomo | Carlinhos de Jesus |
| Paulo Vieira    | Claudia Motta      |
| Marcelo Serrado |                    |

| #                   | Casal                                | Música                                    | Nota                | Nota                | Nota                | Nota                | Nota                | Nota                | Nota                |
| #                   | Casal                                | Música                                    | Paulo               | Vanessa             | Marcelo             | Claudia             | Carlinhos           | Auditório           | Total               |
| Rodada 1: Pasodoble | Rodada 1: Pasodoble                  | Rodada 1: Pasodoble                       | Rodada 1: Pasodoble | Rodada 1: Pasodoble | Rodada 1: Pasodoble | Rodada 1: Pasodoble | Rodada 1: Pasodoble | Rodada 1: Pasodoble | Rodada 1: Pasodoble |
| ------------------- | ------------------------------------ | ----------------------------------------- | ------------------- | ------------------- | ------------------- | ------------------- | ------------------- | ------------------- | ------------------- |
| 1                   | Marcello Melo Jr. e Ana Paula Guedes | "Malagueña" (The Latino Hit Machine)      | 9,9                 | 10                  | 10                  | 9,8                 | 9,9                 | 9,8                 | 59,4                |
| 2                   | Juliana Didone e Igor Maximiliano    | "Nerva" (Pasosobles Toreros)              | 10                  | 10                  | 10                  | 9,7                 | 9,7                 | 9,9                 | 59,3                |
| 3                   | Sophia Abrahão e Bruno Franchi       | "Perez Barcelo" (Moros y Cristianos)      | 10                  | 10                  | 10                  | 9,9                 | 9,8                 | 10                  | 59,7                |
| 4                   | Maria Joana e Marcus Viana           | "En Er Mundo" (Ricardo Vidal Tolosa)      | 10                  | 10                  | 10                  | 9,9                 | 9,9                 | 9,9                 | 59,7                |
| Rodada 2: Funk      |                                      |                                           |                     |                     |                     |                     |                     |                     |                     |
| 1                   | Marcello Melo Jr. e Ana Paula Guedes | "ATENÇÃO" (Luísa Sonza) e (Pedro Sampaio) | 10                  | 10                  | 10                  | 10                  | 10                  | 10                  | 60                  |
| 2                   | Juliana Didone e Igor Maximiliano    | "TOMA" (Luísa Sonza) e (MC Zaac)          | 9,9                 | 10                  | 9,9                 | 9,9                 | 9,9                 | 9,8                 | 59,4                |
| 3                   | Sophia Abrahão e Bruno Franchi       | "Taradinha" (Lexa) e (MC Kevinho)         | 9,9                 | 10                  | 10                  | 9,9                 | 9,9                 | 9,8                 | 59,5                |
| 4                   | Maria Joana e Marcus Viana           | "Bandida" (Pabllo Vittar) e (Pocah)       | 10                  | 10                  | 10                  | 9,9                 | 9,9                 | 10                  | 59,8                |

| Casal                               | Total | Situação                         |
| ----------------------------------- | ----- | -------------------------------- |
| Maria Joana e Marcus Viana          | 119,5 | Classificados para as Semifinais |
| Marcello Melo Jr e Ana Paula Guedes | 119,4 | Classificados para as Semifinais |
| Sophia Abrahão e Bruno Franchi      | 119,2 | Classificados para as Semifinais |
| Juliana Didone e Igor Maximiliano   | 118,7 | Eliminados                       |

### Episódio 12: Terceira Fase (1 de agosto de 2021)
| Artístico      | Técnico            |
| -------------- | ------------------ |
| Ana Clara Lima | Carlinhos de Jesus |
| Fernanda Souza | Claudia Motta      |
| Érico Brás     |                    |

| #                   | Casal                             | Música                                                | Nota                | Nota                | Nota                | Nota                | Nota                | Nota                | Nota                |
| #                   | Casal                             | Música                                                | Ana                 | Érico               | Fernanda            | Carlinhos           | Claudia             | Auditório           | Total               |
| Rodada 1: Pasodoble | Rodada 1: Pasodoble               | Rodada 1: Pasodoble                                   | Rodada 1: Pasodoble | Rodada 1: Pasodoble | Rodada 1: Pasodoble | Rodada 1: Pasodoble | Rodada 1: Pasodoble | Rodada 1: Pasodoble | Rodada 1: Pasodoble |
| ------------------- | --------------------------------- | ----------------------------------------------------- | ------------------- | ------------------- | ------------------- | ------------------- | ------------------- | ------------------- | ------------------- |
| 1                   | Dandara Mariana e Diego Maia      | "Suspiros de Espana" (Sound Effects)                  | 10                  | 10                  | 10                  | 9,9                 | 9,9                 | 9,8                 | 59,6                |
| 2                   | Tiago Abravanel e Brennda Martins | "España Cañí" (La Real Orquesta Sinfónica de Sevilla) | 10                  | 10                  | 10                  | 9,8                 | 10                  | 9,8                 | 59,6                |
| 3                   | Christiane Torloni e Álvaro Reys  | "Amparito Roca" (Unidad De Música De La Guardia Real) | 9,9                 | 9,9                 | 10                  | 9,9                 | 9,8                 | 9,9                 | 59,4                |
| 4                   | Viviane Araújo e Rodrigo Oliveira | "El Vito" (Unidad De Música De La Guardia Real)       | 10                  | 10                  | 10                  | 10                  | 9,9                 | 9,9                 | 59,8                |
| Rodada 2: Funk      |                                   |                                                       |                     |                     |                     |                     |                     |                     |                     |
| 1                   | Dandara Mariana e Diego Maia      | "É o Mundo" (Kevin O Chris e Dennis DJ)               | 10                  | 10                  | 10                  | 10                  | 10                  | 10                  | 60                  |
| 2                   | Tiago Abravanel e Brennda Martins | "Quebrar Seu Coração" (Lexa e Luísa Sonza)            | 10                  | 10                  | 10                  | 10                  | 10                  | 9,9                 | 59,9                |
| 3                   | Christiane Torloni e Álvaro Reys  | "Deixa de Onda" (Ludmilla e Xamã)                     | 9,9                 | 9,9                 | 9,9                 | 9,8                 | 9,8                 | 9,8                 | 59,1                |
| 4                   | Viviane Araújo e Rodrigo Oliveira | "Hitzão da por**" (MC Rebecca)                        | 10                  | 10                  | 10                  | 10                  | 10                  | 9,9                 | 59,9                |

| Casal                             | Total | Situação                         |
| --------------------------------- | ----- | -------------------------------- |
| Viviane Araújo e Rodrigo Oliveira | 119,7 | Classificados para as Semifinais |
| Dandara Mariana e Diego Maia      | 119,6 | Classificados para as Semifinais |
| Tiago Abravanel e Brennda Martins | 119,5 | Classificados para as Semifinais |
| Christiane Torloni e Álvaro Reys  | 118,5 | Eliminados                       |

### Episódio 13: Semifinais (8 de agosto de 2021)
| Artístico      | Técnico            |
| -------------- | ------------------ |
| Deborah Secco  | Carlinhos de Jesus |
| Thiago Fragoso | Claudia Motta      |
| Thiaguinho     |                    |

| #               | Casal                                | Música                                    | Nota            | Nota            | Nota            | Nota            | Nota            | Nota            | Nota            |
| #               | Casal                                | Música                                    | Thiaguinho      | Thiago          | Deborah         | Carlinhos       | Claudia         | Auditório       | Total           |
| Rodada 1: Salsa | Rodada 1: Salsa                      | Rodada 1: Salsa                           | Rodada 1: Salsa | Rodada 1: Salsa | Rodada 1: Salsa | Rodada 1: Salsa | Rodada 1: Salsa | Rodada 1: Salsa | Rodada 1: Salsa |
| --------------- | ------------------------------------ | ----------------------------------------- | --------------- | --------------- | --------------- | --------------- | --------------- | --------------- | --------------- |
| 1               | Marcello Melo Jr. e Ana Paula Guedes | "Tumba y Guaguanco" (Fabio Gianni)        | 10              | 10              | 10              | 9,9             | 9,9             | 9,8             | 59,6            |
| 2               | Lucy Ramos e Jefferson Bilisco       | "Salsa y Sabor" (Tito Puente)             | 10              | 10              | 10              | 9,8             | 9,9             | 9,7             | 59,4            |
| 3               | Rodrigo Simas e Nathália Ramos       | "I Love Salsa" (N'Klabe)                  | 10              | 10              | 10              | 10              | 10              | 10              | 60              |
| Rodada 2: Tango |                                      |                                           |                 |                 |                 |                 |                 |                 |                 |
| 1               | Marcello Melo Jr. e Ana Paula Guedes | "Mi Buenos Aires Querido" (Carlos Gardel) | 10              | 10              | 10              | 10              | 10              | 9,9             | 59,9            |
| 2               | Lucy Ramos e Jefferson Bilisco       | "Cambalache" (Julio Sosa)                 | 10              | 10              | 10              | 10              | 10              | 9,9             | 59,9            |
| 3               | Rodrigo Simas e Nathália Ramos       | "A Media Luz" (Carlos Gardel)             | 10              | 10              | 10              | 9,9             | 9,9             | 9,9             | 59,7            |

| Casal                                | Total | Situação                   |
| ------------------------------------ | ----- | -------------------------- |
| Rodrigo Simas e Nathália Ramos       | 119,7 | Classificados para a Final |
| Marcello Melo Jr. e Ana Paula Guedes | 119,5 | Eliminados                 |
| Lucy Ramos e Jefferson Bilisco       | 119,3 | Eliminados                 |

### Episódio 14: Semifinais (15 de agosto de 2021)
| Artístico       | Técnico            |
| --------------- | ------------------ |
| Juliette Freire | Carlinhos de Jesus |
| Pabllo Vittar   | Claudia Motta      |
| Lázaro Ramos    |                    |

| #               | Casal                             | Música                            | Nota            | Nota            | Nota            | Nota            | Nota            | Nota            | Nota            |
| #               | Casal                             | Música                            | Pabllo          | Lázaro          | Juliette        | Carlinhos       | Claudia         | Auditório       | Total           |
| Rodada 1: Salsa | Rodada 1: Salsa                   | Rodada 1: Salsa                   | Rodada 1: Salsa | Rodada 1: Salsa | Rodada 1: Salsa | Rodada 1: Salsa | Rodada 1: Salsa | Rodada 1: Salsa | Rodada 1: Salsa |
| --------------- | --------------------------------- | --------------------------------- | --------------- | --------------- | --------------- | --------------- | --------------- | --------------- | --------------- |
| 1               | Paolla Oliveira e Leandro Azevedo | "Merecumbé" (Los Titanes)         | 10              | 10              | 10              | 10              | 10              | 9,9             | 59,9            |
| 2               | Tiago Abravanel e Brennda Martins | "La Malanga" (Eddie Palmieri)     | 10              | 10              | 10              | 10              | 10              | 9,8             | 59,8            |
| 3               | Sophia Abrahão e Zazá Ferrer      | "Cachondea" (Fruko y sus Tesos)   | 10              | 10              | 10              | 9,9             | 9,9             | 9,8             | 59,6            |
| Rodada 2: Tango |                                   |                                   |                 |                 |                 |                 |                 |                 |                 |
| 1               | Paolla Oliveira e Leandro Azevedo | "El Choclo" (Musica Latina)       | 10              | 10              | 10              | 10              | 10              | 10              | 60              |
| 2               | Tiago Abravanel e Brennda Martins | "Libertango" (Yo-Yo Ma)           | 10              | 10              | 10              | 9,9             | 10              | 9,9             | 59,8            |
| 3               | Sophia Abrahão e Zazá Ferrer      | "Caminito" (Orquesta El Arranque) | 10              | 10              | 10              | 9,9             | 9,9             | 9,9             | 59,7            |

| Casal                             | Total | Situação                   |
| --------------------------------- | ----- | -------------------------- |
| Paolla Oliveira e Leandro Azevedo | 119,9 | Classificados para a Final |
| Tiago Abravanel e Brennda Martins | 119,6 | Eliminados                 |
| Sophia Abrahão e Zazá Ferrer      | 119,3 | Eliminados                 |

### Episódio 15: Semifinais (22 de agosto de 2021)
Devido a uma contusão, a atriz Maria Joana não pode se apresentar com seu professor Marcus Viana, portanto, sendo eliminada do programa. 
| Artístico     | Técnico            |
| ------------- | ------------------ |
| Fábio Porchat | Carlinhos de Jesus |
| Luísa Sonza   | Claudia Motta      |
| Lília Cabral  |                    |

| #               | Casal                             | Música                                                     | Nota            | Nota            | Nota            | Nota            | Nota            | Nota            | Nota            |
| #               | Casal                             | Música                                                     | Luísa           | Fábio           | Lília           | Carlinhos       | Claudia         | Auditório       | Total           |
| Rodada 1: Salsa | Rodada 1: Salsa                   | Rodada 1: Salsa                                            | Rodada 1: Salsa | Rodada 1: Salsa | Rodada 1: Salsa | Rodada 1: Salsa | Rodada 1: Salsa | Rodada 1: Salsa | Rodada 1: Salsa |
| --------------- | --------------------------------- | ---------------------------------------------------------- | --------------- | --------------- | --------------- | --------------- | --------------- | --------------- | --------------- |
| 1               | Viviane Araújo e Rodrigo Oliveira | "Oh Mayi" (DJ Ricky Campanelli)                            | 10              | 10              | 10              | 10              | 10              | 9,8             | 59,8            |
| 2               | Dandara Mariana e Diego Maia      | "Quimbara" (Celia Cruz)                                    | 10              | 10              | 10              | 10              | 10              | 9,9             | 59,9            |
| Rodada 2: Tango |                                   |                                                            |                 |                 |                 |                 |                 |                 |                 |
| 1               | Viviane Araújo e Rodrigo Oliveira | "La Cumparsita" (Luis Mendoza & His Argentinian Orchestra) | 10              | 10              | 10              | 10              | 10              | 9,9             | 59,9            |
| 2               | Dandara Mariana e Diego Maia      | "De floreo" (Osvaldo Pugliese)                             | 10              | 10              | 10              | 10              | 10              | 10              | 60              |

| Casal                             | Total | Situação                   |
| --------------------------------- | ----- | -------------------------- |
| Dandara Mariana e Diego Maia      | 119,9 | Classificados para a Final |
| Viviane Araújo e Rodrigo Oliveira | 119,7 | Eliminados                 |

### Episódio 16: Final (29 de agosto de 2021)
| Artístico       | Técnico            |
| --------------- | ------------------ |
| Rebeca Andrade  | Carlinhos de Jesus |
| Alexandre Pires | Claudia Motta      |
| Ana Maria Braga |                    |

| #               | Casal                             | Música                                                                                      | Nota            | Nota            | Nota            | Nota            | Nota            | Nota            | Nota            |
| #               | Casal                             | Música                                                                                      | Alexandre       | Rebeca          | Ana             | Carlinhos       | Claudia         | Auditório       | Total           |
| Rodada 1: Valsa | Rodada 1: Valsa                   | Rodada 1: Valsa                                                                             | Rodada 1: Valsa | Rodada 1: Valsa | Rodada 1: Valsa | Rodada 1: Valsa | Rodada 1: Valsa | Rodada 1: Valsa | Rodada 1: Valsa |
| --------------- | --------------------------------- | ------------------------------------------------------------------------------------------- | --------------- | --------------- | --------------- | --------------- | --------------- | --------------- | --------------- |
| 1               | Dandara Mariana e Diego Maia      | "Tchaikovsky: Swan Lake Suíte, Op.20a - 2. Waltz" (Gustavo Dudamel) e (Herbert Von Karajan) | 10              | 9,9             | 10              | 10              | 10              | 9,8             | 59,7            |
| 2               | Rodrigo Simas e Nathália Ramos    | "A Valsa do Imperador" (Johann Strauss)                                                     | 10              | 10              | 10              | 10              | 10              | 9,8             | 59,8            |
| 3               | Paolla Oliveira e Leandro Azevedo | "Act II Tableau 3: Waltz of the flowers" (Mikhail Pletnev)                                  | 10              | 10              | 10              | 10              | 10              | 9,9             | 59,9            |
| Rodada 2: Samba |                                   |                                                                                             |                 |                 |                 |                 |                 |                 |                 |
| 1               | Dandara Mariana e Diego Maia      | "Cuidando com a outra / O Sol nascerá" (Fundo de Quintal)                                   | 10              | 10              | 10              | 10              | 10              | 9,9             | 59,9            |
| 2               | Rodrigo Simas e Nathália Ramos    | "A voz do morro" (Jair Rodrigues)                                                           | 10              | 10              | 10              | 10              | 10              | 9,9             | 59,9            |
| 3               | Paolla Oliveira e Leandro Azevedo | "O Amanhã" (Dudu Nobre)                                                                     | 10              | 10              | 10              | 10              | 10              | 9,9             | 59,9            |

| Casal                             | Total | Situação       |
| --------------------------------- | ----- | -------------- |
| Paolla Oliveira e Leandro Azevedo | 119,8 | Vencedores     |
| Rodrigo Simas e Nathália Ramos    | 119,7 | Vice-campeões  |
| Dandara Mariana e Diego Maia      | 119,6 | Terceiro Lugar |